# Ariela Luna
Ariela María de los Milagros Luna Florez (21 de octubre de 1958) es una médica y antropóloga peruana. Fue Ministra de Desarrollo e Inclusión Social del Perú desde el 29 de octubre de 2019 hasta el 15 de julio de 2020 durante el Gobierno de Martín Vizcarra.

## Biografía

### Estudios
Estudió medicina en la Universidad Nacional Mayor de San Marcos. Cuenta con una maestría en salud pública por parte de la Universidad Peruana Cayetano Heredia y una diploma en antropología por la Pontificia Universidad Católica del Perú.

## Vida política
El 2004, ocupó el cargo de Presidenta en la ONG Asociación KALLPA para la Promoción de la Salud Integral y el Desarrollo.
Entre 2008 y 2009 se desempeñó como directora general de Promoción de la Salud en el Ministerio de Salud.
Entre agosto de 2011 y enero de 2012 trabajó como Jefa del Gabinete de Asesores del Ministerio de Salud.
En abril de 2014 fue designada por el presidente Ollanta Humala como Viceministra de Políticas y Evaluación Social del Ministerio de Desarrollo e Inclusión Social, bajo la gestión de la ministra Paola Bustamante. Permaneció en el cargo hasta septiembre de 2016.
Entre marzo y octubre de 2019 se desempeñó nuevamente como Viceministra de Políticas y Evaluación Social del Ministerio de Desarrollo e Inclusión Social.

### Ministra de Desarrollo
El 29 de octubre de 2019 juró como Ministra de Desarrollo e Inclusión Social del Perú ante el presidente Martín Vizcarra tras la renuncia del titular del sector, Jorge Meléndez Celis.

## Publicaciones
- La salud para la escuela: Manuel para coordinadores de salud, 1998.[8]
- Salud materna indígena: Caja de herramientas para la incorporación del componente intercultural en proyectos de reducción de muerte materna, 2010. ISBN 978-1-59782-110-0[8]

| Predecesor: Jorge Meléndez Celis   | Ministra de Desarrollo e Inclusión Social del Perú 29 de octubre de 2019                    | Sucesor:                                 |
| Predecesor: Walter Curioso Vílchez | Viceministra de Políticas y Evaluación Social 17 de marzo de 2019 - 29 de octubre de 2019   | Sucesor:                                 |
| Predecesor: Alfonso Tolmos León    | Viceministra de Políticas y Evaluación Social 22 de abril de 2014 - 5 de septiembre de 2016 | Sucesor: María Eugenia Mujica San Martín |